# 3160 Angerhofer
3160 Angerhofer è un asteroide della fascia principale. Scoperto nel 1980, presenta un'orbita caratterizzata da un semiasse maggiore pari a 2,3770804 UA e da un'eccentricità di 0,1566600, inclinata di 5,07797° rispetto all'eclittica.
L'asteroide è dedicato all'astronomo dello U.S. Naval Observatory Philip E. Angerhofer (1950-1986).